# Duogongma (sockenhuvudort i Kina, Qinghai Sheng, lat 33,10, long 100,60)
Duogongma (kinesiska: 多贡麻, 多贡麻乡, 索华塘) är en sockenhuvudort i Kina. Den ligger i provinsen Qinghai, i den nordvästra delen av landet, omkring 410 kilometer söder om provinshuvudstaden Xining. Antalet invånare är 2 142. Befolkningen består av 1 040 kvinnor och 1 102 män. Barn under 15 år utgör 32 %, vuxna 15-64 år 60 %, och äldre över 65 år 6,0 %.
Runt Duogongma är det mycket glesbefolkat, med 2 invånare per kvadratkilometer. Det finns inga andra samhällen i närheten. Trakten runt Duogongma består i huvudsak av gräsmarker.
Genomsnittlig årsnederbörd är 842 millimeter. Den regnigaste månaden är juli, med i genomsnitt 175 mm nederbörd, och den torraste är december, med 4 mm nederbörd.